# مری ان شاد
مری ان شاد کری (انگلیسی: Mary Ann Shadd Cary؛ ۹ اکتبر ۱۸۲۳–۵ ژوئن ۱۸۹۳) یک فعال ضدبرده‌داری، روزنامه‌نگار، ناشر، معلم و وکیل آمریکایی-کانادایی بود. او اولین ناشر سیاه‌پوست در آمریکای شمالی و اولین ناشر زن در کانادا بود. مری ان شاد به عنوان یک پیشگام شجاع در مبارزه برای لغو قانون برده‌داری و حق رأی زنان شناخته شده‌است.

## زندگی
مری ان شاد در ۹ اکتبر سال ۱۸۲۳ در ویلمینگتون، دلاور متولد شد. پدر و مادر وی متعهد به لغو قانون برده‌داری بودند و از خانه خود در ایستگاهی در راه‌آهن زیرزمینی استفاده می‌کردند تا پناهگاهی امن برای بردگان فراری فراهم کنند. پس از فارغ‌التحصیلی از یک مدرسه شبانه‌روزی پنسیلوانیا، او یک معلم شد. فردریک داگلاس اولین کار خود را در روزنامه خود در سال ۱۹۴۸ منتشر کرد، که یک اقدام جسورانه برای جنبش لغو قانون بود. به دنبال قانون بردگان فراری در سال ۱۸۵۰ - تهدید بزرگی برای سیاه پوستان در ایالات متحده - خانواده شاد به شمال و به کانادا نقل مکان کردند. در آنجا بود که در سال ۱۸۵۳ شاد روزنامه تاریخی خود را به نام «ولایت آزادگان» (The Providence Freeman) را راه اندازی کرد که یک نشریه هفتگی «سیاه» بود که مخصوصاً به بردگان فراری می‌پرداخت. این هفته‌نامه به‌طور هفتگی در جنوب انتاریو منتشر می‌شود و از برابری، ادغام در جامعه و خودآموزی سیاه‌پوستان در کانادا و ایالات متحده حمایت می‌کند.
شاد کری پس از ازدواج، به ایالات متحده بازگشت و در سال ۱۸۸۳ موفق به اخذ درجه عالی حقوق از دانشگاه هاوارد شد.
در سال ۱۹۹۴ از شاد کاری به دلیل کمک‌های بی نظیرش در تاریخ کانادا، به عنوان شخصیتی با اهمیت تاریخی ملی مورد تقدیر قرار گرفت.